# 1 E9 m²
Za lažje predstavljanje različnih velikosti površin je tu seznam površin med 1000 in 10.000 km². Glejte tudi področja drugih redov velikosti.
- površine, manjše od 1000 km²
- 1.000 km² je površina:
  - 100.000 hektarov
  - približno 386 kvadratnih milj
  - približno 247.105 akrov
  - kvadrat s stranico 31,6 km
  - krog s polmerom 18 km.
- 1399 km² -- Ferski otoki
- 1705 km² -- Guadeloupe
- 1860 km² -- Mauritius
- 2187 km² -- Tokio
- 2569 km² -- nemška zvezna dežela Posarje
- 2586 km² -- Luksemburg
- 3000 km² -- jezero Tana
- 3140 km² -- Gotland
- 3263 km² -- Dolina Aoste, italijanska regija
- 3355 km² -- Turška republika Severni Ciper
- 3960 km² -- jezero Pojang
- 4005 km² -- Rhode Island, najmanjša zvezna država v ZDA
- 5545 km² -- turška provinca Hatay
- 6000 km² -- Naserjevo jezero
- 6450 km² -- Kujbiševsko jezero, največji rezervoar v Evropi
- 6605 km² -- Falklandski otoki
- 7105 km² -- švicarski kanton Graubünden
- 7975 km² -- Ženevsko jezero, največje sladkovodno jezero v srednji Evropi
- 8028 km² -- Madrid
- 8261 km² -- Kreta, grški otok
- 8280 km² -- Alzacija, francoska regija
- 8300 km² -- Titikaka, največje jezero Južne Amerike
- 8681 km² -- Korzika
- 8983 km² -- narodni park Yellowstone v ZDA
- 9006 km² -- Komsomolec, otok ob ruski Severni zemlji
- 9104 km² -- Portoriko
- 9251 km² -- Ciper (otok)
- površine, večje od 10 tisoč km²